# 光学的距離
光学的距離（こうがくてききょり、英: Optical Path Length）とは、幾何光学における用語。光路長（こうろちょう）ともいう。
実際に光が進む距離に屈折率をかけたもの。物質中での光の速さは屈折率に反比例するため、光学的距離が等しければ光は進むのに同じ時間がかかる。
点Aと点Bを結ぶある経路 C の光学的距離は、空間的な線素 ds に屈折率 n をかけた nds を経路に沿って積分したもの
{\displaystyle \int _{\mathrm {C} }n\mathrm {d} s}
によって与えられる。
幾何光学では、フェルマーの原理により光が実際に通る経路は光学的距離が最短となるような経路であると考える。